# Iz pakla (2001.)
Iz pakla (eng. From Hell) ekranizacija je istoimenog stripa Alana Moorea i Eddiea Campbella prvi put objavljena 8. rujna 2001. na Venecijanskom filmskom festivalu. Naziv je dobio po istoimenom pismu Jacka Trbosjeka, o kojem film i govori.

## Likovi
- Johnny Depp - Inspektor Frederick George Abberline
- Heather Graham - Mary Kelly
- Ian Holm - Sir William Withey Gull
- Robbie Coltrane - Narednik Peter Godley
- Jason Flemyng - John Netley
- Susan Lynch - Liz Stride

## Radnja
Naslov Iz pakla referira se na povratnu adresu pisma Jacka Trbosjeka, a odnosi se na ljude koji jesu u paklu, pokušavajući preživjeti okrutne okolnosti. U jezgri zbivanja nalazi se pet osiromašenih prostitutki koje dijele prijateljstvo i očaj, a još više se zbližavaju kako raste prijetnja jezovitog ubojice. 
Mary Kelly (Heather Graham), Kate Eddowes (Lesley Sharp), Liz Stride (Susan Lynch), Dark Annie Chapman (Katrin Cartlidge) i Polly (Annabelle Apsion) žive na rubu, zarađujući za bijedan život prostituiranjem u društvu koje ih prezire. Ne posjedujući doslovno ništa vrijedno, one su zastrašene monstrumom koji im želi oteti jedino što imaju- život. 
U jednoj od uvodnih scena filma, žene su se probudile nakon naporne noći međusobno vezane špagom za klupu – što je prilično neudobna opcija za one koji si ne mogu priuštiti krevet. Kućevlasnik dolazi ujutro, odvezuje uže i tjera ih na ulice gdje moraju zarađivati novac za hranu i sklonište za sljedeću noć. To je okrutan i neumoljiv krug preživljavanja. 
Još jedna prijetnja njihovim životima je opasna tajna koju žene nesvjesno dijele. Ta tajna prijeti Kruni i njima samima. Jedina osoba kojoj je stalo do zaštite ovih "nesretnica", koje svi smatraju potrošenima i iskorištenima, je inspektor Frederick George Abberline (Johnny Depp). Abberline je jedna prilično žalosna osoba. Mučen neizdržljivim uspomenama, on traži privremeno izbjeglištvo u opijumu. Ovisnost povećava njegove vidovnjačke sposobnosti.
Inspektoru u istrazi prepunoj poteškoća pomaže impozantan narednik Godley, (Robbie Coltrane). Godley je odani prijatelj koji štiti Abberlinea u njegovom "lovu na zmaja". 
Kako ubojstva u Whitechapelu eskaliraju, čini se da su nadređeni zainteresiraniji za zataškavanje zločina nego za pronalaženje ubojice. Jedina iznimka je slavni Sir William Gull (Ian Holm), liječnik kraljevske obitelji i dovoljno utjecajna osoba da bi mogao pomoći nepoželjnom inspektoru.
Gull savjetuje Abberlinea u vezi s instrumentima koji su najvjerojatnije upotrijebljeni te u načinu na koji su ubojstva izvedena. Pod njegovim vodstvom, Abberline zaključuje da su ubojstva dio zle urote koja uključuje i Masonsku ložu, koja djeluje prema zapovijedima same monarhije. Slobodni masoni su zagonetna organizacija, poput kulta, u čije su se članstvo, tijekom mnogih godina, uključili neki od najbogatijih i najutjecajnijih ljudi na svijetu. Slobodni masoni su bili subjekt brojnih teorija zavjere, a prate ih priče o misterioznim ceremonijama inicijacije i prisegama na tajnost. 
Naznaka o zavjeri u vezi s ubojstvima Jacka Trbosjeka koja doseže čak do Krune, izaziva fascinaciju među Britancima.

## O produkciji
Dobro odjevena filmska ekipa, u rukavicama i kapama, priprema se za još jedno noćno snimanje, na kiši i hladnoći. Temperatura je niska. Sredina je srpnja. "Nevjerojatno je hladno za ljeto," komentira izvršni producent Tom Hammel. "Svi govore da je to neobično. Da je bilo ovako hladno u Londonu, Jack Trbosjek bi vjerojatno ostao kod kuće."Ironično, samo deset dana ranije, kada su se snimale dnevne scene, bilo je vruće, najviša temperatura zabilježena u Pragu u posljednjih 139 godina. 
Vrijeme nije bilo jedini izazov s kojim se filmska ekipa susrela u Češkoj. Ispostavilo se da Prag nema odgovarajuću lokaciju koja bi mogla odglumiti londonski Whitechapel, gdje se glavnina priče odvija. 
Oskarovac Martin Childs, produkcijski dizajner kaže: "Usprkos mnogim prekrasnim starim zgradama, Prag ne podsjeća mnogo na viktorijansku Englesku. (Niti London, dodaje, radi uništenja većeg dijela originalne arhitekture.) "Nismo uspjeli pronaći mjesto koje bi podsjećalo na Whitechapel iz svih uglova, pa da smo takvo jedno mjesto morali sagraditi usred polja." 
Koristeći preko 500 fotografija i detaljnih crteža, Childs je dizajnirao set veličine 500 x 500 m, u samo tjedan dana. Tim od 170 stolara, slikara i izvođača radio je sedam dana u tjednu kako bi set bio gotov za 12 tjedana. Na kraju su izradili ulice od stotina komada, stoljećima starog kamenja, posuđenog od lokalnih pivnica i gradskih institucija. Neki komadi tog kamenja težili su po 75 kilograma. 
Okosnice Whitechapela prikazane u filmu su salon "Deset Zvona", glavna trgovačka ulica i Kristova crkva, ali i određeni dijelovi gdje su pronađene Trbosjekove žrtve. Ti dijelovi su stvoreni tako da se doimlju kao da su iz 1888. godine. "Željeli smo prikazati izgled i atmosferu Whitechapela," kaže Albert Hughes, "a ovaj set je najviše što se može postići." 
Kada su se Braća Hughes sastali s Johnnyjem Deppom prije šest godina kako bi porazgovarali o jednom drugom projektu, usput su spomenuli da rade i na priči o Jacku Trbosjeku. Depp im je rekao da je bio "Ripper-freak" i zatražio da pročita scenarij. Glumac se prisjeća: "Zaista mi se svidio. Pomislio sam da je odličan. A onda, nekoliko godina kasnije, nazvali su me i pitali: "Kako ti se sviđa ideja da glumiš Abberlinea?" 
Kao veliki ljubitelj filmova "Menace II Society" i "Dead Presidents" ("Mrtvi predsjednici"), Depp kaže da je bio iznenađen njihovim poznavanjem materije. "Allen i Albert posjeduju veliku strast prema materijalu i napravili su veće istraživanje od bilo kojeg redatelja s kojim sam radio," napominje Depp. "Priča mi je vrlo poznata, znao sam postavljati prava pitanja na koje su oni uvijek imali prave odgovore." 
Allen Hughes kaže: "Johnny u ulogu ne unosi samo svoje izrazite glumačke sposobnosti, već i svoju unikatnu britku i misterioznu osobnost. On iskazuje mnogo različitih emocija bez izgovaranja teksta. Svjestan je podteksta koji ide uz tu ulogu." 
Depp se koristio istočno engleskim cockney dijalektom kako bi istaknuo Abberlineovo porijeklo iz radničke klase. On je ustvari iz Dorsetta, no to bi zvučalo suviše bizarno, to je zaista jedan uvrnut akcent." 
Specijalni efekti koji uključuju mnogo krvi bili su neodvojiv dio glumačkog procesa za djevojke. Nositi se s okrutnom sudbinom koja je očekivala svaki od njihovih likova nije bio lagan zadatak. Braća Hughes su težila za što većim realizmom. Šminka i proteze su bili neugodnije emocionalno nego fizički. "Nisam se mogla gledati u ogledalo," priznaje Cartlidge. "Bilo je zastrašujuće." 
Lik glumice Susan Lynch – Liz Stride, jedina je Trbosjekova žrtva koja ga je uspjela ozlijediti, shvaćajući da je upala u ruke monstrumu. "To je vjerojatno najteža i emocionalno iscrpljujuća scena koju sam ikada snimila," kaže Lynchova, koja je u filmu uhvaćena i bačena na pod nakon neuspjelog pokušaja bijega. "Čak i prilikom pretvaranja (glume), osjećaj bespomoćnosti je traumatičan. Mislim da je Liz najviše propatila jer je poživjela dovoljno dugo da sazna što je čeka. Ona u tom groznom trenutku shvaća da ju je sudbina odvela direktno u naručje zla." 
Kako bi što preciznije prikazali Trbosjekov pokolj, u produkciji su koristili lutke koje su do detalja bile izrađene prema masakriranim tijelima žrtava. Lutke je dizajnirao studio Millenium Effects, koji je dobio mnoge pohvale za rad na filmu "Spašavanje vojnika Ryana". Tim od 12 umjetnika i izvođača radio je neprekidno devet tjedana, stavljajući kosu, zube, oči i određene rane na te lutke.

## Vanjske poveznice
- Službena stranica
- Iz pakla u internetskoj bazi filmova IMDb-a
- Iz pakla na Rotten Tomatoes